# E3 Harelbeke 1984
De E3 Harelbeke 1984 is de 27e editie van de wielerklassieker E3 Harelbeke en werd verreden op 24 maart 1984. Bert Oosterbosch kwam na 225 kilometer als winnaar over de streep.

## Uitslag
| Plaats  | Naam              | Ploeg                          | Tijd     |
| ------- | ----------------- | ------------------------------ | -------- |
| Winnaar | Bert Oosterbosch  | Panasonic                      | 5u13’00” |
| 2       | Eddy Planckaert   | Panasonic                      | + 2’04”  |
| 3       | Leo van Vliet     | Kwantum Hallen-Decosol-Yoko    | + 2’06”  |
| 4       | Eric Vanderaerden | Panasonic                      | + 2’54”  |
| 5       | Yvan Lamote       | Splendor-Marc-Mondial Moquette | z.t.     |
| 6       | William Tackaert  | Fangio-Ecoturbo-Eylenbosch     | z.t.     |
| 7       | Ludo Peeters      | Kwantum Hallen-Decosol-Yoko    | z.t.     |
| 8       | Luc Colyn         | Safir-Van de Ven               | z.t.     |
| 9       | Walter Planckaert | Panasonic                      | z.t.     |
| 10      | Patrick Versluys  | Splendor-Marc-Mondial Moquette | z.t.     |

1958 · 1959 · 1960 · 1961 · 1962 · 1963 · 1964 · 1965 · 1966 · 1967 · 1968 · 1969 · 1970 · 1971 · 1972 · 1973 · 1974 · 1975 · 1976 · 1977 · 1978 · 1979 · 1980 · 1981 · 1982 · 1983 · 1984 · 1985 · 1986 · 1987 · 1988 · 1989 · 1990 · 1991 · 1992 · 1993 · 1994 · 1995 · 1996 · 1997 · 1998 · 1999 · 2000 · 2001 · 2002 · 2003 · 2004 · 2005 · 2006 · 2007 · 2008 · 2009 · 2010 · 2011 · 2012 · 2013 · 2014 · 2015 · 2016 · 2017 · 2018 · 2019 · 2020 · 2021 · 2022 · 2023 · 2024

Lijst van beklimmingen